# Fred Astaire
Fred Astaire, nome d'arte di Frederick Austerlitz (Omaha, 10 maggio 1899 – Los Angeles, 22 giugno 1987), è stato un ballerino, attore e coreografo statunitense.

## Biografia

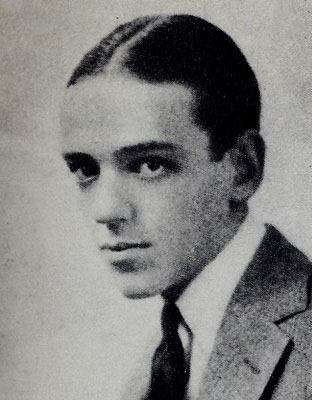
Fred Astaire ventenne, nel 1919.

Figlio di Frederic Austerlitz (1869-1924) — austriaco emigrato a New York nel 1895 poi trasferitosi in Nebraska per lavorare nella Storz Brewing Company di Omaha — e di Johanna Geilus (1878-1975), di origini alsaziane, Fred era il secondogenito dopo Adele Marie (nata il 10 settembre 1897).

### L'ascesa come ballerino
Nel 1905 Johanna Geilus Austerlitz si trasferisce a New York dove i figli, che muteranno il cognome da Austerlitz in "Astaire" (dopo aver pensato a "Austier" e "Astier"), frequentano la Claude Alvienne's dance school. Nel novembre di quell'anno esordiscono professionalmente nell'atto Wedding Cake a Keyport, New Jersey.

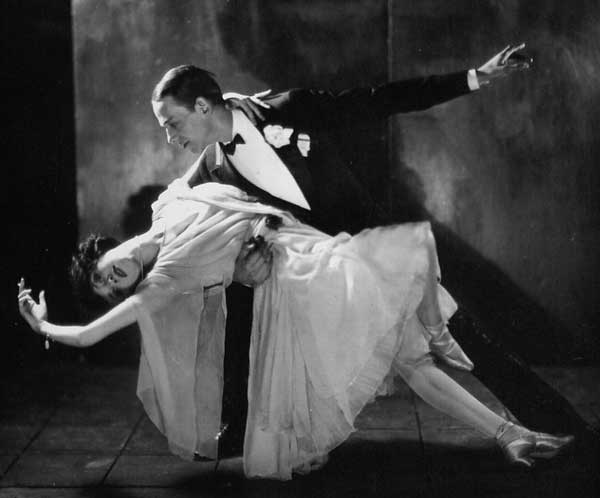
In un numero di ballo con la sorella Adele, 1921.

Dal 1910, anno in cui frequentano la Ned Weyburn's school di danza, fino al 1931, epoca del loro ultimo spettacolo teatrale insieme (The Band Wagon), i fratelli Astaire si esibiscono intensamente e con grande successo: è del 1924 il musical Lady, Be Good!, con loro protagonisti, orchestrato da George e Ira Gershwin. Nel 1932 Adele si ritirerà però dalle scene dopo aver sposato Charles Cavendish, secondo figlio del duca di Devonshire. Da quel momento, Fred proseguirà la sua carriera individualmente.

### Ballerino e attore a Hollywood

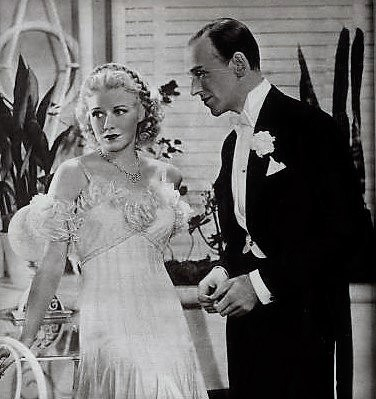
Con Ginger Rogers nel film Cerco il mio amore, 1934.

"Non sa recitare. Non sa cantare. È calvo. Sa danzare poco": queste le prime impressioni
che sembra Astaire abbia destato nei produttori di Hollywood, ma quasi di sicuro è una leggenda: effettivamente distante dai canoni maschili hollywoodiani, "lungo lungo, magro magro", gli occhi grandi, le orecchie a sventola, "il sorriso un tantino rigido sulle labbra", stempiato ("difetto"
che il trucco avrebbe corretto), il ballerino affascina da subito le platee con il suo stile: un misto di tip tap, danze di sala e training classico in grado di rendere le lunghe linee del suo corpo sempre pulite e armoniose.
Alto e dinoccolato, Fred incarna il giovane di mondo, cosmopolita, dall'aria un po' distaccata ma con una punta di strafottenza e vivacità. Sofisticato e compassato, si trova a suo agio soprattutto vestendo il frac, avendo in testa il cappello a cilindro e nella mano l'immancabile bastone di cui si serve per le sue più sfrenate esibizioni coreografiche.
 (Cristina Bragaglia, Fred Astaire, Nuovo dizionario universale del cinema – Gli autori)
Anche cantante (dizione, nitidezza del fraseggio e calore della voce lo fanno ancora apprezzare), pianista (suonava a quattro mani con Gershwin) e compositore, scrive un song, con testi del paroliere Johnny Mercer, che diviene uno hit nel 1936. Esordisce al cinema trentaquattrenne, nel 1933, interpretando se stesso nel film La danza di Venere. Scritturato dalla RKO, inaugura un sodalizio artistico con Ginger Rogers girando numerose commedie musicali durante gli anni trenta, fra cui: Carioca, Cerco il mio amore, Cappello a cilindro (considerato il loro capolavoro), Follie d'inverno, Seguendo la flotta, Voglio danzare con te e La vita di Vernon e Irene Castle.

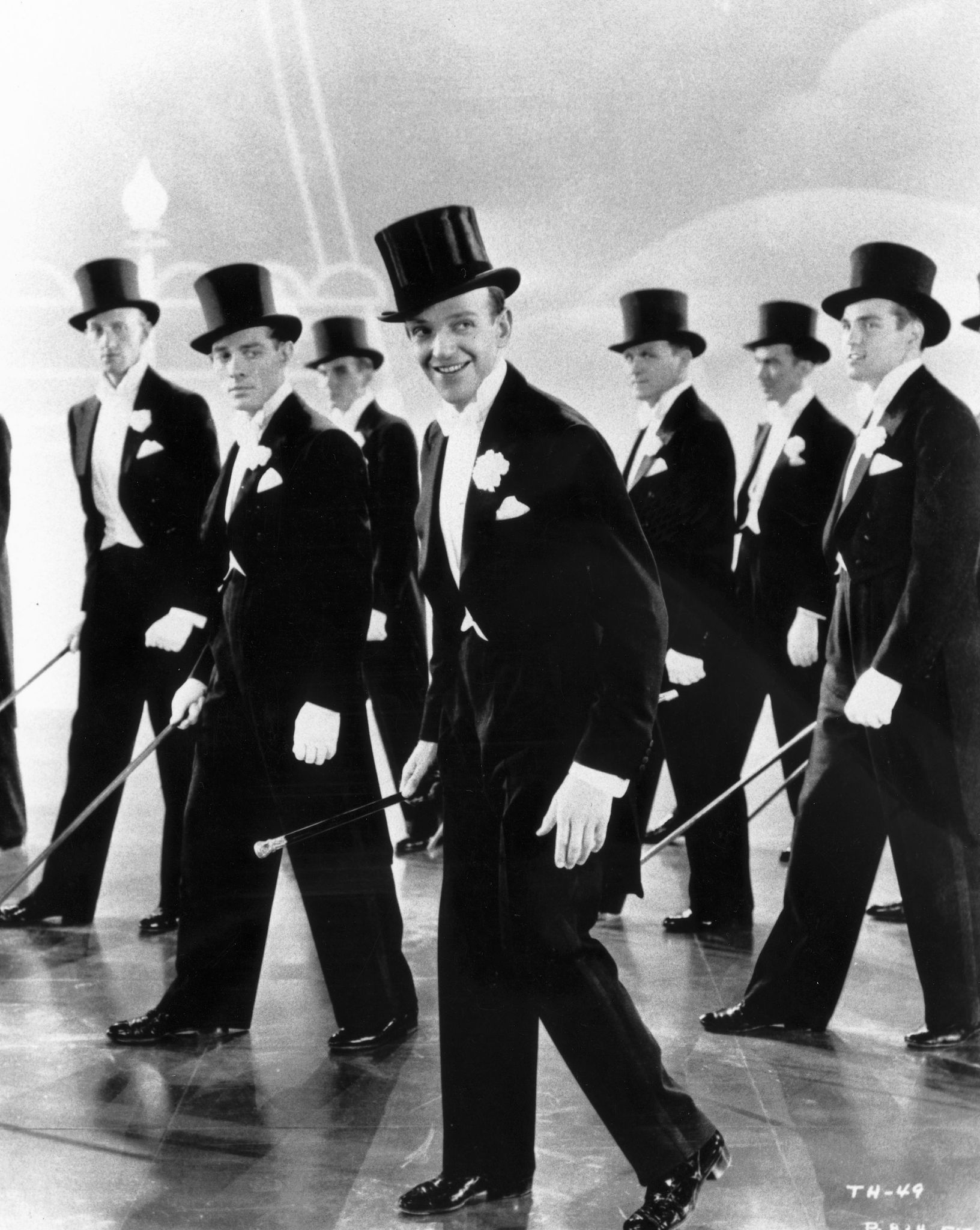
Astaire in Cappello a cilindro, considerato dalla critica il suo capolavoro.

Dopo la fine dell'unione artistica, Astaire e Rogers reciteranno insieme dieci anni più tardi, nel 1949, nel musical I Barkleys di Broadway. A partire dagli anni quaranta lavora per diverse case di produzione, in particolare per la Metro Goldwyn Mayer. Nei suoi numeri di danza viene affiancato da diverse attrici dotate di notevole charme: Rita Hayworth in L'inarrivabile felicità e Non sei mai stata così bella , Judy Garland in Ti amavo senza saperlo di Charles Walters, Cyd Charisse in Spettacolo di varietà di Vincente Minnelli, e Audrey Hepburn in Cenerentola a Parigi di Stanley Donen.

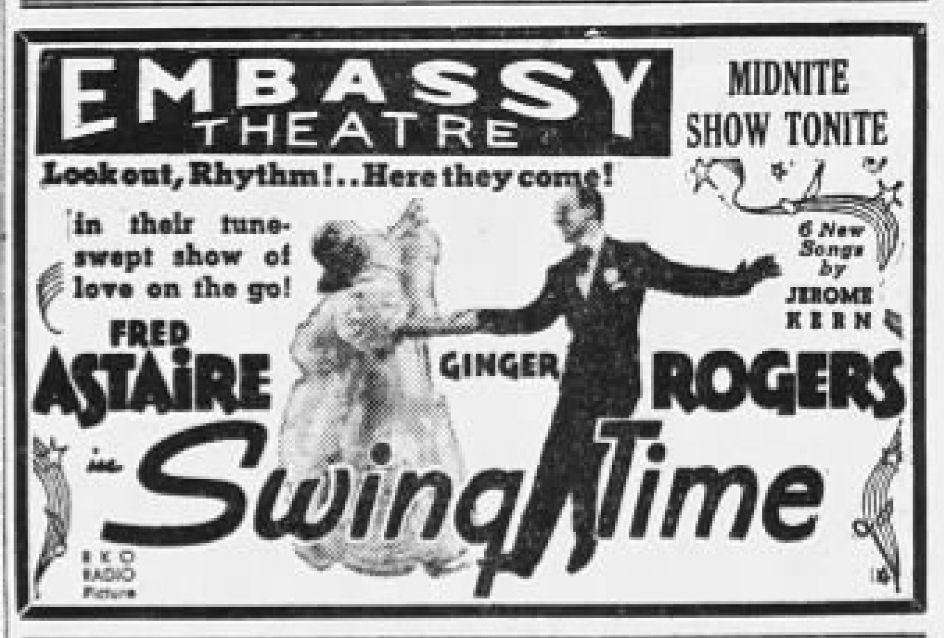
Locandina di Follie d'inverno, con Ginger Rogers, 11 ottobre 1936.

Cura personalmente ogni sua coreografia, spesso affiancato dal sodale Hermes Pan — che fisicamente gli rassomiglia: come lui d'alta statura, magro, ottimo ballerino — e con cui collaborerà in diciassette dei suoi trentuno
musical, inclusi tutti quelli con Ginger Rogers. Fondamentale sarà il contributo d'Astaire all'estetica del genere cinematografico del musical. Macchina da presa e montaggio sono orientati al miglioramento di flusso e continuità delle scene danzate: prevalentemente distanti, le riprese mostrano l'azione dei danzatori a figura intera, mentre i numeri musicali vengono filmati de plain-pied cioè in lunghe sequenze senza tagli né cambi di piano.

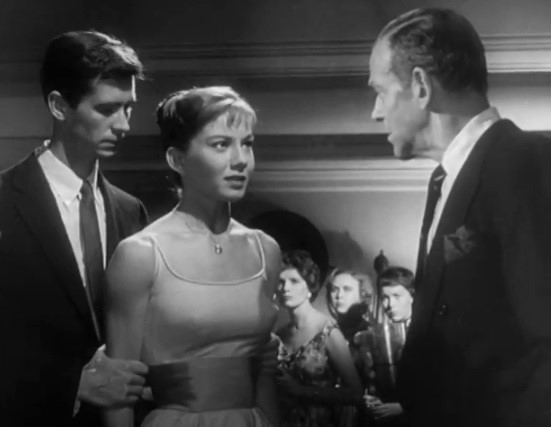
Astaire, a destra, nel suo primo ruolo drammatico con Anthony Perkins e Donna Anderson nel film L'ultima spiaggia, 1959.

In tarda età fornirà altre prove attoriali come elegante caratterista in film non musicali: lo scienziato nel drammatico L'ultima spiaggia di Stanley Kramer, il diplomatico nella commedia L'affittacamere di Richard Quine. Nel 1968 appare nel suo ultimo film musicale, Sulle ali dell'arcobaleno di Francis Ford Coppola. Seguirà una partecipazione in Il colpo era perfetto, ma... di Alf Kjellin. Nel 1974, prende parte al film catastrofico L'inferno di cristallo: per l'interpretazione di Harlee Claiborne riceve il Golden Globe per il miglior attore non protagonista e una candidatura all'Oscar al miglior attore non protagonista. Dopo aver interpretato un ruolo nel film Un taxi color malva di Yves Boisset, nel 1981 gira il suo ultimo film, Storie di fantasmi di John Irvin.
Insignito di un Premio Oscar onorario nel 1950, considerato da alcuni critici "il più grande ballerino di tutti i tempi" è stato definito da Rudol'f Nureev "il danzatore più grande del Novecento". Viene riconosciuto come l'artista della danza più influente nella storia dei musical su grande e piccolo schermo. L'American Film Institute l'ha inserito al quinto posto tra le più grandi star della storia del cinema.

### Vita privata e influsso storico

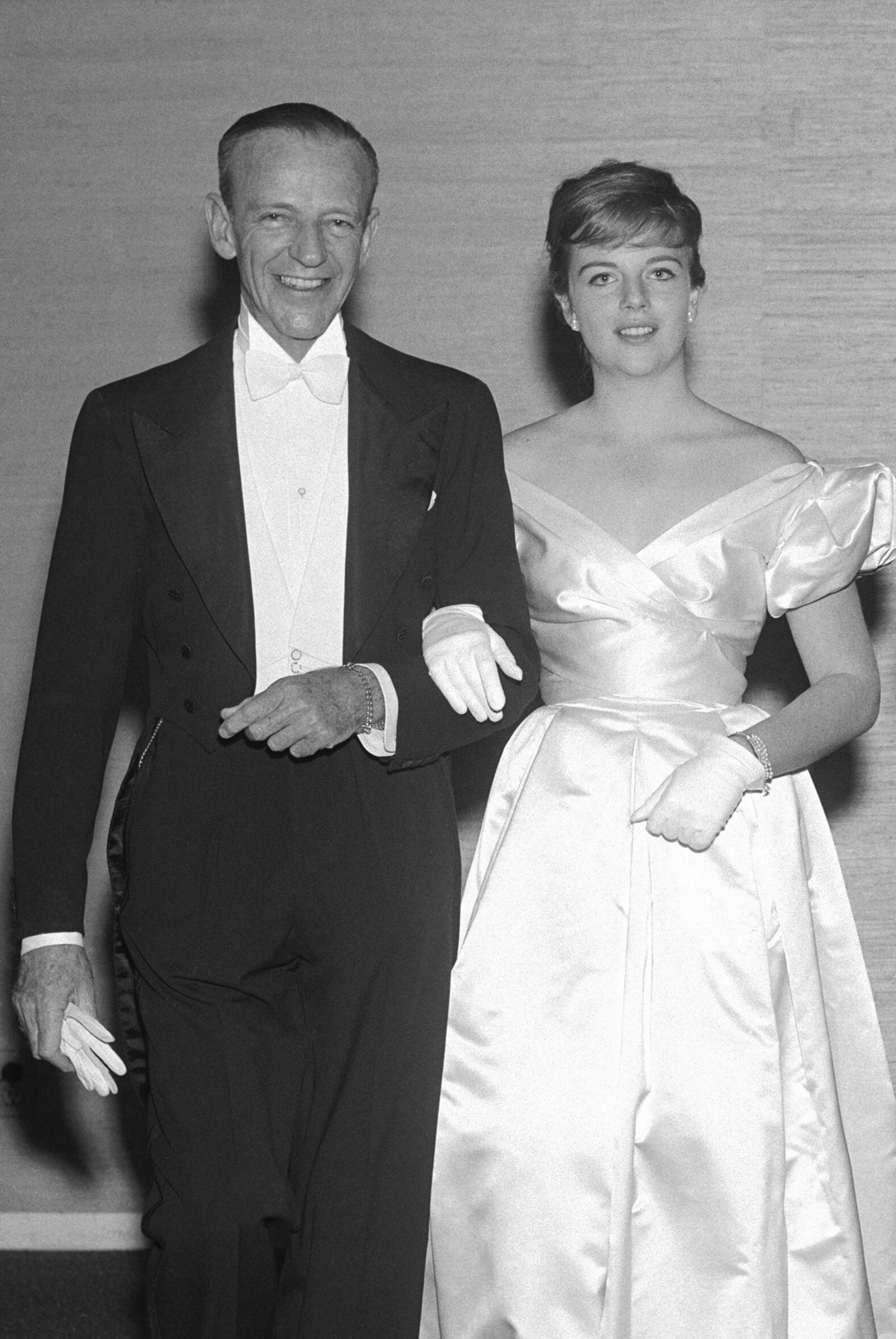
Fred Astaire e sua figlia Ava a un ballo delle debuttanti, nel 1959.

Astaire sposa il 12 luglio 1933, a New York, Phyllis Potter — nata Livingston Baker — figlia di un eminente medico di Boston, Harold W. Baker. Divorziata da un esponente di spicco della vita mondana (Eliphalet Nott Potter III) e madre di Eliphalet Nott Potter IV detto Peter, darà al ballerino i figli Fred jr. e Ava, rimanendogli accanto fino alla morte per cancro da fumatrice, sopraggiunta il 13 settembre 1954. Il ballerino lavora in quello stesso periodo al film Papà Gambalunga, per il quale viene scelto quale protagonista in virtù della sua figura. Molto anziano, si risposa nel giugno 1980 con Robyn Smith (1944, nata Constance Ann Miller) di 45 anni più giovane. Ricoverato per le complicazioni di una grave influenza il 12 giugno 1987, morirà il 22 all'età di 88 anni.
Determinante l'influsso che la sua figura ha esercitato nella storia del cinema, della musica e della danza, più volte disegnata o caricaturizzata in particolare da disegnatori come Al Hirschfeld,  Walter Molino o Jules Feiffer:
Clifton Webb è Mr. Belvedere il personaggio della fortunata serie degli anni cinquanta. È un genio, sa fare tutto, artista, chirurgo, scrittore, docente, proprio tutto. In una sequenza balla, benissimo, con Maureen O'Hara. Lei gli chiede "Da chi ha imparato, da Fred Astaire?" "No" risponde "sono stato il suo maestro". Fred, c'entrava sempre. In C'era una volta Hollywood, che racconta la storia dei musical della Metro Goldwyn Mayer, Gene Kelly parla di Astaire: "È stato il più grande in tutti i generi in cui si è impegnato". E lancia la sequenza in cui i due ballarono insieme in Ziegfeld Follies: uno spettacolo, inutile dirlo. I due erano grandi amici, ma al pubblico piaceva vederli antagonisti. Chi stava con Kelly, non alto, atletico e chi con Astaire, un disegno sottile, un'animazione di gran classe.
 (Pino Farinotti, Fred Astaire raccontato dai film, dagli amici e dagli artisti)

Fred Astaire in Blue, caricatura di Jules Feiffer (1929-2025).

## Filmografia

### Cinema
- La danza di Venere (Dancing Lady), regia di Robert Z. Leonard (1933)
- Carioca (Flying Down to Rio), regia di Thornton Freeland (1933)
- Cerco il mio amore (The Gay Divorcee), regia di Mark Sandrich (1934)
- Roberta, regia di William A. Seiter (1935)
- Cappello a cilindro (Top Hat), regia di Mark Sandrich (1935)
- Seguendo la flotta (Follow the Fleet), regia di Mark Sandrich (1936)
- Follie d'inverno (Swing Time), regia di George Stevens (1936)
- Voglio danzare con te (Shall We Dance), regia di Mark Sandrich (1937)
- Una magnifica avventura (A Damsel in Distress), regia di George Stevens (1937)
- Girandola (Carefree), regia di Mark Sandrich (1938)
- La vita di Vernon e Irene Castle (The Story of Vernon and Irene Castle), regia di Henry C. Potter (1939)
- Balla con me (Broadway Melody of 1940), regia di Norman Taurog (1940)
- Follie di jazz (Second Chorus), regia di Henry C. Potter (1940)
- L'inarrivabile felicità (You'll Never Get Rich), regia di Sidney Lanfield (1941)
- La taverna dell'allegria (Holiday Inn), regia di Mark Sandrich (1942)
- Non sei mai stata così bella (You Were Never Lovelier), regia di William A. Seiter (1942)
- Non ti posso dimenticare (The Sky's the Limit), regia di Edward H. Griffith (1943)
- Jolanda e il re della samba (Yolanda and the Thief), regia di Vincente Minnelli (1945)
- Ziegfeld Follies, regia di Vincente Minnelli e George Sidney (1945)
- Cieli azzurri (Blue Skies), regia di Stuart Heisler, co-regia (non accreditato) Mark Sandrich (1946)
- Ti amavo senza saperlo (Easter Parade), regia di Charles Walters (1948)
- I Barkleys di Broadway (The Barkleys of Broadway), regia di Charles Walters (1949)
- Tre piccole parole (Three Little Words), regia di Richard Thorpe (1950)
- Torna con me (Let's Dance), regia di Norman Z. McLeod (1950)
- Sua Altezza si sposa (Royal Wedding), regia di Stanley Donen (1951)
- La bella di New York (The Belle of New York), regia di Charles Walters (1952)
- Spettacolo di varietà (The Band Wagon), regia di Vincente Minnelli (1953)
- Papà Gambalunga (Daddy Long Legs), regia di Jean Negulesco (1955)
- Cenerentola a Parigi (Funny Face), regia di Stanley Donen (1957)
- La bella di Mosca (Silk Stockings), regia di Rouben Mamoulian (1957)
- L'ultima spiaggia (On the Beach), regia di Stanley Kramer (1959)
- Il piacere della sua compagnia (The Pleasure of His Company), regia di George Seaton (1961)
- L'affittacamere (The Notorius Landlady), regia di Richard Quine (1962)
- Sulle ali dell'arcobaleno (Finian's Rainbow), regia di Francis Ford Coppola (1968)
- Il colpo era perfetto, ma... (Midas Run), regia di Alf Kjellin (1969)
- C'era una volta Hollywood (That's Entertainment!), regia di Jack Haley Jr. (1974)
- L'inferno di cristallo (The Towering Inferno), regia di Irwin Allen e John Guillermin (1974)
- Hollywood... Hollywood (That's Entertainment, Part II), regia di Gene Kelly – documentario (1976)
- Supercolpo dei cinque doberman d'oro (The Amazing Dobermans), regia di Byron Chudnow (1976)
- Un taxi color malva (Un taxi mauve), regia di Yves Boisset (1977)
- Storie di fantasmi (Ghost Story), regia di John Irvin (1981)

### Televisione
- General Electric Theater – serie TV, episodi 6x09-7x15 (1957-1959)
- Il dottor Kildare (Dr. Kildare) – serie TV, 4 episodi (1965)
- Operazione ladro (It Takes a Thief) – serie TV, 5 episodi (1969-1970)
- Galactica (Battlestar Galactica) – serie TV, episodio 1x17 (1979)

### Apparizioni in film e documentari
- Some of the Best: Twenty-Five Years of Motion Picture Leadership documentario (1949)

## Riconoscimenti
- Premio Oscar
  - 1950 – Oscar onorario
  - 1975 – Candidatura al miglior attore non protagonista per L'inferno di cristallo

- Golden Globe
  - 1951 – Miglior attore in un film commedia o musicale per Tre piccole parole 
  - 1960 – Candidatura al miglior attore non protagonista per L'ultima spiaggia
  - 1962 – Candidatura al miglior attore in un film commedia o musicale per Il piacere della sua compagnia
  - 1969 – Candidatura al miglior attore in un film commedia o musicale per Sulle ali dell'arcobaleno
  - 1975 – Miglior attore non protagonista per L'inferno di cristallo

- Hollywood Walk of Fame
  - 1989 – Stella

- Premio Emmy
  - 1959 – Migliore attore protagonista in una miniserie o film per An Evening with Fred Astaire
  - 1978 – Migliore attore protagonista in una miniserie o film per A Family Upside Down

## Doppiatori italiani
Nelle versioni in italiano dei suoi film, Fred Astaire è stato doppiato da:
- Stefano Sibaldi in Girandola, L'inarrivabile felicità, Jolanda e il re della samba, Cieli azzurri, Ti amavo senza saperlo, I Barkleys di Broadway, Tre piccole parole, Sua Altezza si sposa, Spettacolo di varietà, Papà Gambalunga, Cenerentola a Parigi
- Dante Biagioni nei ridoppiaggi di Carioca, Cerco il mio amore, Roberta, Girandola, La vita di Vernon e Irene Castle, Ziegfeld Follies, Ti amavo senza saperlo, I Barkleys di Broadway
- Carlo Romano in Carioca, Cappello a cilindro, Follie d'inverno, Il piacere della sua compagnia
- Paolo Stoppa in Seguendo la flotta, Voglio danzare con te, Follie di jazz, Non sei mai stata così bella
- Bruno Persa in L'ultima spiaggia, Sulle ali dell'arcobaleno, Un taxi color malva
- Antonio Guidi in La banda dei Doberman, La banda dei Doberman 2
- Nando Gazzolo in L'affittacamere, C'era una volta Hollywood
- Umberto Melnati in La danza di Venere
- Adolfo Geri in La taverna dell'allegria
- Gino Baghetti in La bella di Mosca
- Giulio Panicali in L'inferno di cristallo
- Sergio Graziani in Hollywood... Hollywood
- Gianfranco Bellini in Seguendo la flotta (ridoppiaggio)
- Mino Caprio in Una magnifica avventura (ridoppiaggio)
- Ettore Conti in Cenerentola a Parigi (ridoppiaggio)
- Gianni Bonagura in L'inferno di cristallo (ridoppiaggio)